# Armin Kõomägi

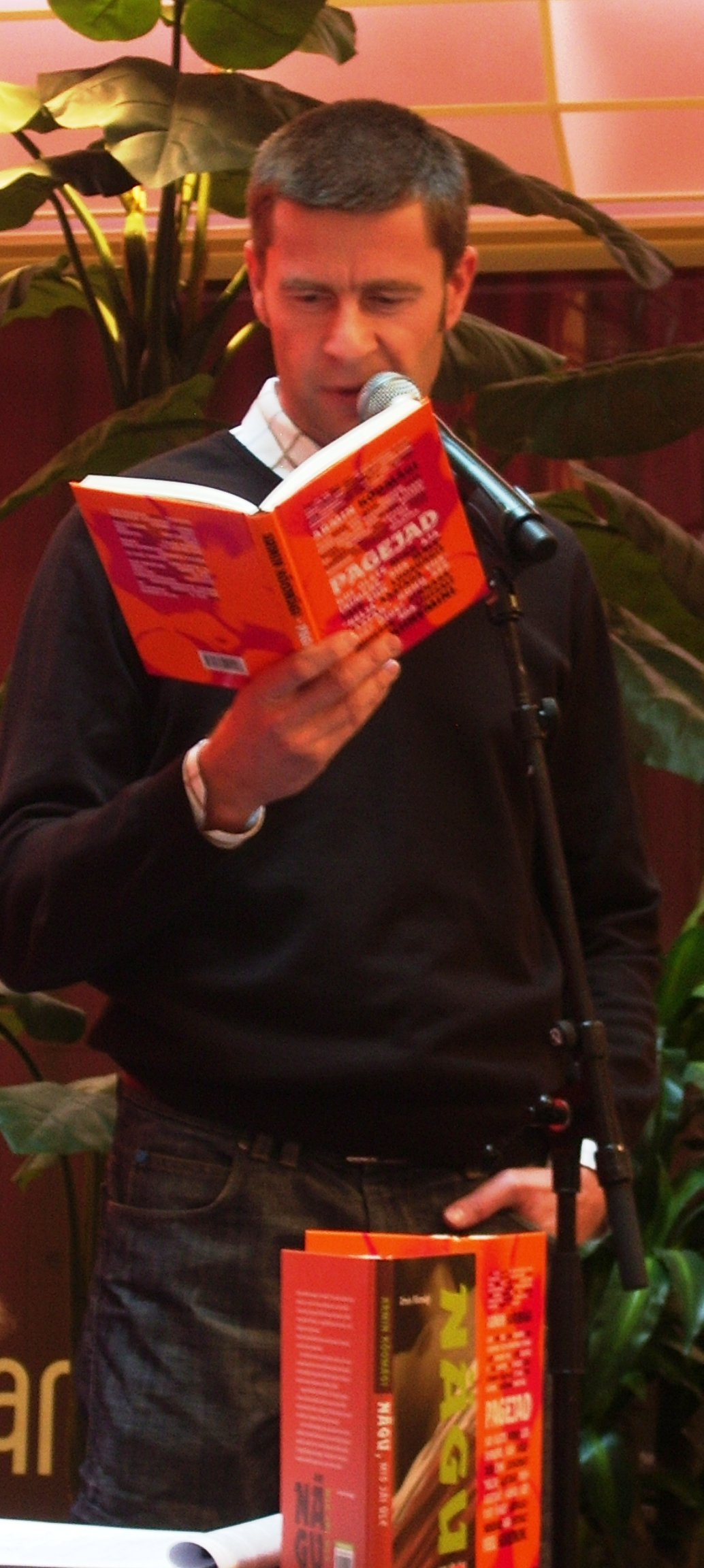
Armin Kõomägi liest am Welttag des Buches (23. April) 2010 in Tallinn

Armin Kõomägi (* 5. Juli 1969 in Florești, UdSSR) ist ein estnischer Schriftsteller.

## Leben
Kõomägi ist in der Moldau geboren, wo seine Mutter, die einen armenischen Vater und eine polnische Mutter hatte, aufgewachsen war. Sein Vater ist Este, und Kõomägi kam schon als Säugling nach Tallinn. Dort ging er von 1976 bis 1984 zur Schule, anschließend absolvierte er von 1984 bis 1988 am Tallinner Polytechnikum eine Ausbildung als Computertechniker.
Von 1988 bis 1990 leistete er seinen Wehrdienst in der Sowjetarmee, da Estland zu jenem Zeitpunkt noch von der Sowjetunion besetzt war. Von 1990 bis 1995 studierte Kõomägi an der Technischen Universität Tallinn Wirtschaftswissenschaften.

## Literarisches Werk
Kõomägi debütierte 2005 mit Kurzgeschichten in Looming und legte im gleichen Jahr seine erste Novellensammlung vor. Sie wurde von Andrus Kivirähk sehr lobend besprochen: „Ja, tatsächlich ein unanständiges und unflätiges Buch, aber das gefällt mir. Bei Kõomägi werde ich ganz bestimmt weiterhin speisen. Kein affiges Drei-Sterne-Restaurant für Gourmets, aber auch kein Schweinestall für Proleten, trotz aller scheinbaren Volkstümlichkeit. Ein erfolgreiches Wirtshaus mit kaltem Schnaps und sauren Gurken. Haltet mir da immer einen Tisch frei.“
Auch sein zweiter Band mit Kurzgeschichten wurde relativ positiv beurteilt, wenngleich es nicht an kritischen Stimmen fehlte. Eine Kritikerin sah Übereinstimmungen mit Andrus Kivirähk und Kaur Kender.
Mit seinem dritten Buch wechselte Kõomägi zum Romangenre. Hier entdeckte die Kritik Parallelen zu Mati Unt. In seinem vierten Buch, Die gute Firma (2011), ist die Ich-Erzählerin eine Firma im Jahre 2022, die einen sarkastischen Kommentar auf das gegenwärtige Estland abgibt. Erneut wurde der Roman mit dem Werk von Kaur Kender verglichen, aber auch mit dem seinerzeit sehr populären Raimond Kaugver, außerdem glaubte ein Kritiker Ähnlichkeiten zu Michel Houellebecq bemerken zu können.
Seinen bislang größten Erfolg erzielte er mit dem Roman Lui Vutoon (2015), der den Romanwettbewerb des Estnischen Schriftstellerverbandes gewann. Wie Die gute Firma trägt auch dieser Roman Science-Fiction-Züge und spielt in einer Welt, in der es keine Menschen mehr gibt.

## Übersetzungen
Von Kõomägi liegen bislang zwei Bücher auf Russisch vor:
- Дебил (Novellenauslese). 2014
- Хорошая фирма (Die gute Firma). 2015

Außerdem sind vereinzelt Erzählungen auf Englisch und auf Finnisch erschienen.

## Auszeichnungen
- 2006: Friedebert-Tuglas-Novellenpreis für Anonüümsed logistikud
- 2015: Erster Preis beim Romanwettbewerb des Estnischen Schriftstellerverbandes
- 2018: Friedebert-Tuglas-Novellenpreis für Goglomov
- 2019 August-Gailit-Novellenpreis

## Bibliographie
- Amatöör ('Der Amateur'). Tallinn: Pegasus 2005. 255 S.
- Nägu, mis jäi üle ('Das Gesicht, das übrig blieb') .[Tallinn:] Pegasus 2006. 167 S.
- Pagejad ('Die Flüchtlinge'). Pärnu: Jumalikud ilmutused 2009. 192 S.
- Hea firma ('Die gute Firma'). [Pärnu]: Ji 2011. 150 S.
- Minu Mustamäe ('Mein Mustamäe'). Tallinn: Tuum 2013. 271 S.
- Lui Vutoon ('Lui Vutoon'). Tallinn: Tuum 2015. 286 S.

## Sekundärliteratur
- Andrus Kivirähk: Kõomäe kõrts, in: Looming 12/2005, S. 1902–1904.
- Veiko Märka: Jutud, mis jäid üle, in: Looming 7/2007, S. 1105–1108.
- Kadri Tüür: Mis jäi üle, in: Vikerkaar 9/2007, S. 136–139.
- Mihkel Mutt: Teise raamatu sündroom, in: Looming 10/2009, S. 1441–1443.
- Peeter Helme: Kõvasti nalja ning tuleleek, rusikas ja viitsütikuga pomm, in: Looming 3/2012, S. 433–435.
- Leo Luks: Pikaks venitatud följeton, in: Vikerkaar 7-8/2012, S. 187–188.
- Indrek Hargla: Urbanistliku künismi meistritöö, in: Looming 12/2013, S. 1707–1709.
- Sveta Grigorjeva: Kes kardab Armin Kõomäge?, in: Vikerkaar 7-8/2014, S. 176–178.
- Daniel Vaarik: Mis saab, kui asjad ära võtta, in: Vikerkaar 12/2015, S. 94–97.